# Варизелла
Варизелла (итал. Varisella, пьем. Varisela) — коммуна в Италии, располагается в области Пьемонт, в провинции Турин.
Население коммуны, на 01.01.2024 года, составляет 843 человека, плотность населения ─ 37,37 чел./км². Коммуна занимает площадь 22,56 км². Почтовый индекс — 10070. Телефонный код — 011.
Покровительницей коммуны почитается  Святая Марфа из Вифании, празднование 29 июля.

## Демография
Динамика населения: